# Vaux-le-Moncelot
Vaux-le-Moncelot är en kommun i departementet Haute-Saône i regionen Bourgogne-Franche-Comté i östra Frankrike. Kommunen ligger i kantonen Gy som tillhör arrondissementet Vesoul. År 2022 hade Vaux-le-Moncelot 78 invånare.

## Befolkningsutveckling
Antalet invånare i kommunen Vaux-le-Moncelot
| Referens: INSEE |